# راكان الطويرقي
راكان الطويرقي مواليد 17 أبريل 1990 في السعودية، هو لاعب كرة قدم سعودي .
كانت بداياته مع نادي وج وانتقل إلى الحزم في عام 2017 ولم يستمر معهم طويلاً، ووقع بعدها مع نادي العين و عاد إلى نادي وج مطلع عام 2019 .

## روابط خارجية
- راكان الطويرقي على موقع Soccerway.com (الإنجليزية)